# 8891 Ірокава
8891 Ірокава (8891 Irokawa) — астероїд головного поясу, відкритий 1 вересня 1994 року.
Тіссеранів параметр щодо Юпітера — 3,147.